# Електроіндуктивна дефектоскопія
Електроіндукти́вна дефектоскопі́я – дефектоскопія, що базується на збудженні у виробі вихрових струмів, величина яких залежить від наявності дефектів, а також від структури та властивостей матеріалу. Іноді Е. д. називають струмовихровою чи індукційною дефектоскопією. 
Вперше Е. д. застосували на початку 20 століття.

## Спосіб застосування
Для здійснення контролю виріб поміщають у електромагнітне поле котушки чи ряду котушок, що заживлюються змінним струмом. Індуковані у виробі вихрові струму створюють додаткове ел. маг. поле дефекту, яке змінює добротність та індуктивність вимірювальної (чи збуджувальної) котушки. Зі зміною цих параметрів з'являється додаткова Е.р.с., яку вимірюють у процесі контролю. 

## Основні методи
Основні методи Е. д.: 
- метод вимірювання індукції маг. поля дефекту
- динамічний модуляційний метод реєстрації.

Метод вимірювання індукції маг. поля дефекту полягає у виділенні з допомогою перетворювачів, що складаються із системи збудження та вимірювальних елементів-градієнтометрів, просторової складової вектора індукції поля дефекту, ортогональної вектору індукції напруженості первинного поля. 
Динамічний модуляційний метод базується на реєстрації Е.р.с, яка з'являється у перетворювачі, коли він, переміщуючись над виробом, перетинає поле дефекту. 
Окрім того, для контролю використовуть багаточастотний метод і метод гармонічного аналізу. 
Відповідно до багаточастотного методу через котушку перетворювача пропускають електричний струм низької частоти, що тягне за собою виникнення вихрових струмів у глибині виробу, а також струм високої частоти, при якому глибина збудження вихрових струмів співмірна із товщиною контрольованого шару. Метод гармонічного аналізу ґрунтується на зміні спектра вихідного сигналу залежно від електричних і магнітних характеристик чи розмірів виробу. 

## Пристрої
Для електроіндуктивної дефектоскопії застосовують електроіндуктивні дефектоскопи, у яких як індикатори використовують стрілкові чи електропроменеві трубки. У дефектоскопах фіксується в основному амплітуда, а в деяких і фаза сигналу, які проградуйовані найчастіше у величинах, що характерні для якості виробу. 

## Призначення
Е. д. використовують для виявлення поверхневих і підповерхневих (4—5 мм) дефектів типу несуцільностей, для визначення хім. складу й структури матеріалів, вимірювання товщини антикорозійних покриттів, глибини поверхонь хіміко-технічної обробки металів та ин. 
Особливо широко застосовують Е.д., коли потрібно здійснити безконтактний контроль провідних середовищ.